# Pimelodus pictus
Pimelodus pictus là tên của một loài cá da trơn nhỏ thuộc họ Pimelodidae. Chúng có nguồn gốc từ lưu vực sông Amazon và Orinoco. Đôi khi, người ta bán chúng với tên gọi là Angelicus catfish nhưng thực ra đó là tên của một loài cá da trơn ở châu Phi thuộc họ mochokidae là Synodontis angelicus. Và chúng hoàn toàn không phải là loài bà con.
Pimelodus pictus không nên bị nhầm lẫn với Leiarius pictus vì nó kích thước khi trưởng thành của nó là khoảng 11 cm (4,3 in) trong khi loài kia lớn hơn nhiều (60 cm)
Loài cá này có màu bạc với những đốm đen và sọc. Chúng có gai nhọn ở vây lưng và ngực, khiến cho việc di chuyển trở nên khó khăn khi mắc phải bao ni lông hay mắc vào lưới đánh cá. Con cái lớn hơn con đực. và như nhiều loài cá da trơn khác, chúng có miệng thấp để ăn các thức ăn ở trên nền đáy và đuôi chẻ ra hai hướng. Chúng là loài sống vào ban đêm.
Trong bể cá, chúng thích nước mềm. Ngoài ra, chúng là loài ăn tạp nên thức ăn của chúng là bọ gậy, tim bò, côn trùng, rau củ và các loại thức ăn chế biến sẵn. Bên cạnh đó, chúng còn có thể ăn các loại cá nhỏ như tetras neon. Nhưng dù vậy, chúng không hung dữ và sẽ không làm hại những con cá lớn hơn. P. pictus là loài cá năng động nên chúng bơi nhiều và nhanh nên chúng cần bể cá rộng. Chúng cũng không phải là loài chiếm lãnh thổ nên chúng có thể nuôi chung với nhau.